# Grammosciadium scabridum
Grammosciadium scabridum är en flockblommig växtart som beskrevs av Pierre Edmond Boissier. Grammosciadium scabridum ingår i släktet Grammosciadium och familjen flockblommiga växter. Inga underarter finns listade i Catalogue of Life.